# Rimularia andraeicola
Rimularia andraeicola är en lavart som beskrevs av Fryday. Rimularia andraeicola ingår i släktet Rimularia och familjen Trapeliaceae.   Inga underarter finns listade i Catalogue of Life.